# Google DeepMind
Google DeepMind Technologies Limited（グーグル・ディープマインド・テクノロジーズ・リミテッド、通称：Google DeepMind）は、イギリスにある人工知能を開発しているAlphabetの子会社である。2010年にDeepMind Technologiesとして起業され、2014年にGoogleによって買収された。ロンドンを拠点とし、カナダ、フランス、米国にも研究センターを持つ。2015年、Googleの親会社であるAlphabetの完全子会社となり、2023年4月にはGoogle AIのGoogle Brain部門と統合し、Google DeepMindに名称変更した。 
Google DeepMindは、人間と似たようなやり方でどのようにビデオゲームをプレーするかを学ぶニューラルネットワークを作成している。また、従来的なチューリング機械のように外部記憶装置にアクセスできるニューラルネットワークを作成しており、これによって人間の脳の短期記憶を模倣できるのではないかと期待されている。DeepMindが開発したプログラムAlphaGoは人間のプロ囲碁棋士を初めて破った。

## 歴史
2010年、この新興企業がデミス・ハサビス、シェーン・レッグ、ムスタファ・シュリーマンによって起業された。ハサビスとレッグはユニヴァーシティ・カレッジ・ロンドンのGatsby Computational Neuroscience Unitで初めて出会った。
その後大きなベンチャー投資会社維港投資とファウンダーズ・ファンドがDeepMindに投資し、企業家のスコット・バニスター やイーロン・マスクも投資した。ヤーン・タリンも初期の投資家、アドバイザーであった。2014年、DeepMindはケンブリッジ大学コンピュータ研究所の「今年の企業」に選ばれた。
2014年1月26日、GoogleはDeepMind Technologiesの買収に合意したことを発表した。この買収は報道によれば、2013年にFacebookとDeepMind Technologiesとの交渉が終わった後に行われた。買収に続いて、社名がGoogle DeepMindに改称された。
買収金額は4億米ドル から5億ポンド以上 と見積られている。
Googleに対するDeepMind側の条件の一つは、人工知能の倫理委員会を設立することであった。
2015年、Googleの組織再編により、Google DeepMindの親会社はGoogleからAphabetになった。その際に社名がDeepMindに再変更された。
2023年4月20日、Google AIの傘下のGoogle Brain部門と統合し、3回目となる社名変更を行いGoogle DeepMindとなった。

## AlphaGo
2015年10月、DeepMind社製のAlphaGoと呼ばれるコンピュータ囲碁プログラムがヨーロッパ囲碁王者樊麾（プロ二段）を5-0で破った。人工知能 (AI) がプロ棋士を破ったのはこれが初めてであった。これ以前は、コンピュータは「アマチュア」レベルでしか囲碁を打てないことが知られていた。囲碁は、可能な局面の数がチェスのようなその他のゲームよりもかなり多いため、力まかせ探索といった伝統的なAI手法では極めて困難な課題であり、コンピュータにとって勝つことがより難しいと考えられる。このニュースの発表は、使用されたアルゴリズムが記述されたNature誌の論文の発表と合わせるために、2016年1月27日まで遅れた。2016年3月に、プロ棋士李世乭（九段）と韓国で対局し、4勝1敗で勝ち越している。
また、「AlphaFold」や「AlphaStar」なども開発している。

## 研究
DeepMind Technologiesの目標は「知性の謎を解く」ことであり、「強力な汎用学習アルゴリズムを構築するために機械学習とシステム神経科学からの最良の手法」を組み合わせることによってこれを達成しようと試みている。DeepMind社は、機械に知性を実装するためだけでなく、人間の脳について理解するために、知性を形式化しようと試みている。デミス・ハサビスは
[...] 知性（の本質）をアルゴリズム構成モデルへと抜き出すという試みは、我々の心の永遠の謎のいくらかを理解するための最良の道となるだろう
と説明している。
2016年現在、DeepMind社の焦点はゲームをプレーできるコンピュータシステムに関する研究を発表すること、これらのシステムを開発することにある。対象とするゲームは囲碁 といった戦略ゲームからアーケードゲームにまで及ぶ。シェーン・レッグによれば、人間レベルの機械知能は、「機械が知覚の流れの入力と出力から本当に幅広いゲームのプレーを学ぶことができるようになり、ゲーム間で理解を移転できるようになった時」 に達成することができる。7種類のアタリのビデオゲーム（ポン、ブレイクアウト、スペースインベーダー、シークエスト、ビームライダー、エンデューロ、Qバート）をプレーするAIを記述した研究が、 Googleによる買収につながった。
IBMのディープ・ブルーやワトソンといった予め定義された目的のために開発され、その範囲内でのみ機能するその他のAIとは対照的に、DeepMindは自身のシステムが事前にプログラムされていないと主張している。DeepMindのシステムは、データ入力として生のピクセルのみを使用し、経験から学ぶ。技術的には、畳み込みニューラルネットワーク上での深層学習（ディープラーニング）と新たな形式のQ学習（モデルフリー強化学習の一形式）を使用する。DeepMindは、ビデオゲーム、特にスペースインベーダーやブロックくずし（ブレイクアウト）といった初期のアーケードゲーム上でこのシステムを試験した。コードを変更することなしに、このAIはゲームをどうやってプレーするかを理解し始め、ある程度プレーした後、いくつかのゲーム（中でも特にブレイクアウト）については、どの人間よりも効率的にプレーできるようになった。しかし、ほとんどのゲーム（例えばスペースインベーダー、パックマン、Qバート）については、DeepMindは現在の世界記録を下回っている。DeepMindのAiのビデオゲームへの応用は、現在1970年代と1980年代に作られたゲームへのものであり、1990年代初頭に初めて登場したDOOMといったより複雑な3Dゲームへ作業も行われている。